# Mistrzostwa Europy w Lekkoatletyce 2022 – skok wzwyż mężczyzn
Skok wzwyż mężczyzn – jedna z konkurencji technicznych rozgrywanych podczas lekkoatletycznych mistrzostw Europy na Stadionie Olimpijskim w Monachium.

## Terminarz
Źródło: european-athletics.com.
| Data        | Godzina |              |
| ----------- | ------- | ------------ |
| 16 sierpnia | 18:35   | Kwalifikacje |
| 18 sierpnia | 20:05   | Finał        |

## Rekordy
Tabela prezentuje rekord świata, rekord Europy, rekord mistrzostw Europy oraz najlepsze wyniki na listach światowych i eruopejskich w sezonie 2022 przed rozpoczęciem mistrzostw. Źródło: european-athletics.com, worldathletics.org.
|                          | Zawodnik           | Wynik | Miejsce   | Data                 |
| ------------------------ | ------------------ | ----- | --------- | -------------------- |
| Rekord świata            | Javier Sotomayor   | 2,45  | Salamanka | 27 lipca 1993(dts)   |
| Rekord Europy            | Patrik Sjöberg     | 2,42  | Sztokholm | 30 czerwca 1987(dts) |
| Rekord Europy            | Bohdan Bondarenko  | 2,42  | Nowy Jork | 14 czerwca 2014(dts) |
| Rekord mistrzostw Europy | Andriej Silnow     | 2,36  | Göteborg  | 9 sierpnia 2006(dts) |
| Listy światowe           | Mutazz Isa Barszim | 2,37  | Eugene    | 18 lipca 2022(dts)   |
| Listy europejskie        | Ilja Iwaniuk       | 2,34  | Moskwa    | 7 czerwca 2022(dts)  |

## Rezultaty

### Kwalifikacje
Awans: 2,28 m (Q) lub 12 najlepszych rezultatów (q). Źródło: european-athletics.com.
| Pozycja | Grupa | Zawodnik            | Państwo         | 2,12 | 2,17 | 2,21 | 2,25 | 2,28 | Wynik | Uwagi |
| ------- | ----- | ------------------- | --------------- | ---- | ---- | ---- | ---- | ---- | ----- | ----- |
| 1.      | B     | Thomas Carmoy       | Belgia          | o    | o    | o    |      |      | 2,21  | q     |
| 1.      | B     | Marco Fassinotti    | Włochy          | o    | o    | o    |      |      | 2,21  | q     |
| 1.      | B     | Tichomir Iwanow     | Bułgaria        | o    | o    | o    |      |      | 2,21  | q, =  |
| 1.      | A     | Tobias Potye        | Niemcy          | o    | o    | o    |      |      | 2,21  | q     |
| 5.      | A     | Douwe Amels         | Holandia        | o    | xo   | o    |      |      | 2,21  | q     |
| 5.      | B     | Jonas Wagner        | Niemcy          | o    | xo   | o    |      |      | 2,21  | q     |
| 7.      | A     | Mateusz Przybylko   | Niemcy          | o    | xxo  | o    |      |      | 2,21  | q     |
| 8.      | A     | Andrij Procenko     | Ukraina         | o    | o    | xo   |      |      | 2,21  | q     |
| 8.      | B     | Gianmarco Tamberi   | Włochy          | –    | o    | xo   |      |      | 2,21  | q     |
| 10.     | A     | Ołeh Doroszczuk     | Ukraina         | o    | o    | xxo  |      |      | 2,21  | q     |
| 10.     | A     | Sébastien Micheau   | Francja         | o    | o    | xxo  |      |      | 2,21  | q     |
| 10.     | B     | Jan Štefela         | Czechy          | o    | o    | xxo  |      |      | 2,21  | q     |
| 13.     | B     | Joel Clarke-Khan    | Wielka Brytania | o    | xo   | xxo  |      |      | 2,21  | q     |
| 14.     | A     | Juozas Baikštys     | Litwa           | o    | o    | xxx  |      |      | 2,17  |       |
| 14.     | B     | Bohdan Bondarenkos  | Ukraina         | o    | o    | xxx  |      |      | 2,17  |       |
| 14.     | B     | Jonathan Kapitolnik | Izrael          | o    | o    | xxx  |      |      | 2,17  |       |
| 14.     | B     | Antonios Merlos     | Grecja          | o    | o    | xxx  |      |      | 2,17  |       |
| 18.     | A     | David Smith         | Wielka Brytania | xxo  | xo   | xxx  |      |      | 2,17  |       |
| 19.     | A     | Péter Bakosi        | Węgry           | o    | xxx  |      |      |      | 2,12  |       |
| 19.     | A     | Gerson Baldé        | Portugalia      | o    | xxx  |      |      |      | 2,12  |       |
| 21.     | A     | Josef Adámek        | Czechy          | xo   | xxx  |      |      |      | 2,12  |       |
| 21.     | A     | Christian Falocchi  | Włochy          | xo   | xxx  |      |      |      | 2,12  |       |
| 23.     | B     | Enes Talha Şenses   | Turcja          | xxo  | xxx  |      |      |      | 2,12  |       |
| –       | B     | Nathan Ismar        | Francja         | xxx  |      |      |      |      | NM    |       |

### Finał
Źródło: european-athletics.com
| Pozycja | Zawodnik          | Państwo         | 2,18 | 2,23 | 2,27 | 2,30 | 2,32 | 2,33 | Wynik | Uwagi |
| ------- | ----------------- | --------------- | ---- | ---- | ---- | ---- | ---- | ---- | ----- | ----- |
| 01 !    | Gianmarco Tamberi | Włochy          | o    | o    | o    | xo   | x–   | xx   | 2,30  |       |
| 02 !    | Tobias Potye      | Niemcy          | o    | o    | o    | xxx  |      |      | 2,27  |       |
| 03 !    | Andrij Procenko   | Ukraina         | o    | xxo  | o    | xx–  | x    |      | 2,27  |       |
| 4.      | Ołeh Doroszczuk   | Ukraina         | o    | o    | xx–  | x    |      |      | 2,23  |       |
| 5.      | Thomas Carmoy     | Belgia          | o    | xo   | xxx  |      |      |      | 2,23  |       |
| 6.      | Mateusz Przybylko | Niemcy          | o    | xxo  | xxx  |      |      |      | 2,23  |       |
| 7.      | Jan Štefela       | Czechy          | o    | xxx  |      |      |      |      | 2,18  |       |
| 8.      | Tichomir Iwanow   | Bułgaria        | xxo  | xxx  |      |      |      |      | 2,18  |       |
| –       | Douwe Amels       | Holandia        | xxx  |      |      |      |      |      | NM    |       |
| –       | Joel Clarke-Khan  | Wielka Brytania | xxx  |      |      |      |      |      | NM    |       |
| –       | Marco Fassinotti  | Włochy          | xxx  |      |      |      |      |      | NM    |       |
| –       | Sébastien Micheau | Francja         | xxx  |      |      |      |      |      | NM    |       |
| –       | Jonas Wagner      | Niemcy          | xxx  |      |      |      |      |      | NM    |       |